# John Müller
John Müller (1699 – abril de 1784) foi um matemático e engenheiro alemão.

## Formação e carreira
Nadcido na Alemanha, foi para Londres em 1736.

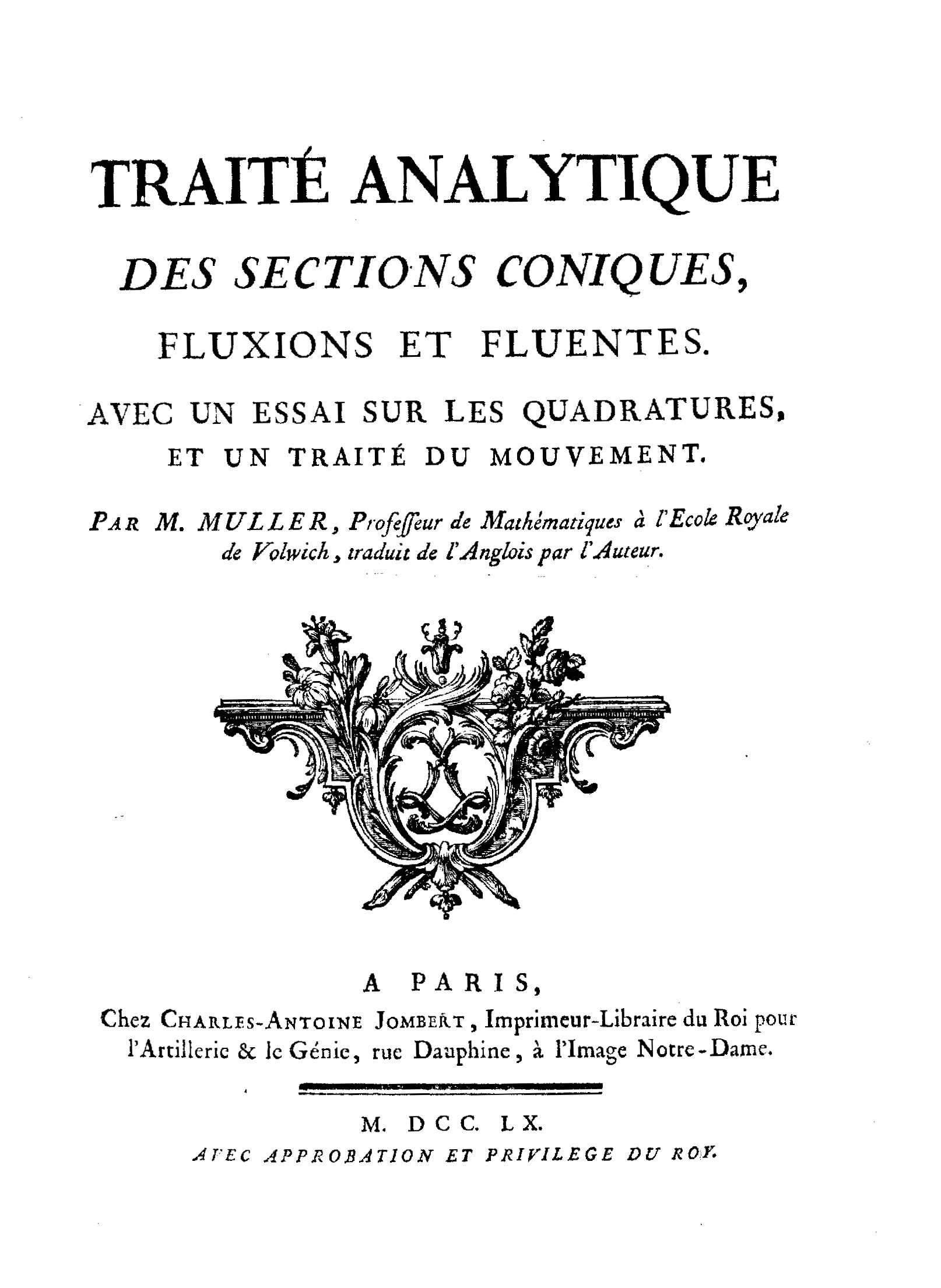
Mathematical Treatise, 1760

Em 1741 foi nomeado vice-chefe da Royal Military Academy, Woolwich, onde desempenhou todas as funções de ensino de Martin Folkes. Ele transformou a instituição em uma academia disciplinada de cadetes com a ajuda de Thomas Simpson. Em 1754 tornou-se o primeiro mestre da academia, após a morte de Folkes. Foi posteriormente nomeado Professor de Artilharia e Fortificação (e "Preceptor de Engenharia, etc. de Sua Alteza Real o Duque de Gloucester"); aposentou-se em 1766. Durante seu tempo na Academia, Muller realizou experimentos de artilharia com o coronel Thomas Desaguliers, descritos na segunda edição de A Treatise of Artillery.

## Obras
- A Mathematical Treatise: Containing a System of Conic-sections; with the doctrine of fluxions and fluents, applied to various subjects (1736)[5]
- A Treatise Containing the Elementary Part of Fortification (1746)[6]
- Elements of Mathematics (1748, also titled A System of Mathematics)
- A Treatise Containing the Practical Part of Fortification (1755)[7]
- A Treatise on Artillery (1757; later editions were titled A Treatise of Artillery)
- The Field Engineer; translated from the French (1759)
- Traité analytique des sections coniques, fluxions et fluentes. Avec un essai sur les quadratures, et un traité du mouvement (1760)[8]
- A New System of Mathematics (1769)
- New Elements of Mathematics: or, Euclid corrected (1773)[9]